# Baltix
Baltix este o distribuție de Linux pentru Lituania, bazată pe Ubuntu.